# Croatia Line
Croatia Line d.d. je bila brodarsko poduzeće sa sjedištem u Rijeci. Osnovana je 1947. godine kao Jugoslavenska linijska plovidba (Jugolinija) te djeluje pod tim imenom do 1992. godine kada se preimenuje u Croatia Line. Godine 2002. poduzeće praktički prestaje postojati kada je prodan i posljednji brod. Uglavnom je poslovalo kao linijski brodar na tržištu suhih tereta s uspostavljenim fiksnim linijama, a ujedno je bio i prvi brodar na području bivše Jugoslavije koji je počeo primjenjivati kontejnersku tehnologiju u pomorskom prometu.

## Povijest
Jugoslavenska linijska plovidba je osnovana 20. siječnja 1947. godine s 16 uglavnom ratom oštećenih starih parnih brodova. Godinu poslije flota se povećava s novijim brodovima pristiglim na račun reparacije, restitucije i ratnog plijena. 1949. godine Jugoslavenska slobodna plovidba (Jugoslobodna plovidba) pripojena je Jugoliniji, te u flotu ulazi još 14 starih brodova. Iste godine u flotu ulaze i prvi novi brodovi izgrađeni u hrvatskim brodogradilištima. Između 1950. i 1954. ukupno u floti ulazi ukupno 19 brodova, dobivenih na račun reparacije, ratnog plijena, vlastitiom kupnjom i gradnjom, a istovremeno iz flote su izašla samo dva broda. Od 1955. do 1957. godine dolazi do decentralizacije trgovačke flote u Jugoslaviji gdje se ukupno 32 broda s cjelokupnim posadama dodjeluje novoformiranim brodarskim poduzećima (Splošna plovba - 6 brodova, Atlanska plovidba - 7 brodova, Jugooceanija - 6 brodova, Jugotanker - 2 broda i Kvarnerska plovidba - 11 brodova). 1963. godine zbog jugoslavenskog saveznog propisa za brodove male tonaže, Kvarnerska plovidba se raspušta, a njeni brodovi ponovo dodjeljuju Jugoliniji. Slijedi rast flote i samog poduzeća tijekom 60-ih i 70-ih godina kada rast tonaže dostiže od 50% do 70% po desetljeću. Krajem 70-ih Jugolinija je bila na vrhuncu razvoja sa 75 brodova u floti (1978. godine) i preko 4100 zaposlenih (1979. godine). Unatoč svjetskoj ekonomskoj krizi 80-ih Jugolinija uspješno napreduje, smanjuje se broj brodova (64) u korist brodova veće tonaže. Problemi se počinju gomilati početkom raspadanja Jugoslavije, tj. po uspostavi novog poretka u Hrvatskoj. Po proglašenju neovisnosti Hrvatske, 4. veljače 1992. Jugolinija se preimenuje u Croatia Line. Po naredbi hrvatskih vlasti rasprodaje se flota radi kupovine oružja, a nesavjesnim poslovanjem i nikakvom financijskom podrškom banaka sredinom 90-ih započinju i prve blokade preostalih brodova u stranim lukama radi nagomilanih dugova, ukidaju se linije što dovodi do potpunog prestanka trgovačkih operacija 1999. godine. Poduzeće praktički prestaje postojati 2002. godine kada se prodaju posljednji brodovi; M/B "Sušak" i M/B "Buzet", a M/B "Hrvatska" se rashoduje.

## Trgovačke operacije
Pri osnivanju Jugolinije, 1947. godine uspostavljene su tri linije:
- Jadran - Cipar - Izrael,
- Jadran - Bliski istok,
- Jadran - Sjeverna Europa.

Sljedeće godine uvodi se i stalna linija Jadran - Sjeverna Amerika, a 1954. godine uvodi se i linija za Daleki istok. 1958. godine uvodi se i linija Jadran - Južna Amerika koja se produžuje do zapadne obale Južne Amerike 1970. godine. Početkom 70-ih započinje se s implementacijom kontejnerske tehnologije unajmljenim brodom M/B "Ede Sotroff", a 1974. godine uključuje se u promet i prvi vlastiti kontejnerski brod M/B "Pionir". Iste godine, nakon otvaranja Sueskog kanala uvodi se i linija Jadran - Perzijski zaljev. 1984. godine uvode se dva broda u slobodnu plovidbu. Pred kraj 80-ih održavaju se sljedeće linije:
- Linija za Sjevernu Ameriku,
- Linija za Bliski istok,
- Linija za Srednji istok, kontejnerski,
- Linija za Srednji istok, klasični,
- Linija za Bengalski zaljev i Šri Lanku,
- Linija za Daleki istok i NR Kinu,
- Linija za Sjevernu Europu,
- Linija za Južnu Ameriku, Atlantik,
- Linija za Južnu Ameriku, Pacifik,
- Slobodna plovidba.

## Flota
Kroz povijest Jugolinije odnosno Croatia Line od 1947. do 2002. godine u floti bilo je uvršteno ukupno 169 brodova. Najveći broj brodova u floti bio je krajem 1978. godine kada je Jugolinija posjedovala 75 brodova s ukupnom tonažom 794,154 DWT. Najveća tonaža flote ostvarena je sredinom 1989. godine s 1,000,015 DWT.
- Popis brodova Croatia Line

## Vanjske poveznice
- Jugolinija Hrvatska tehnička enciklopedija, portal hrvatske tehničke baštine. LZMK